# Irma von Troll-Borostyáni

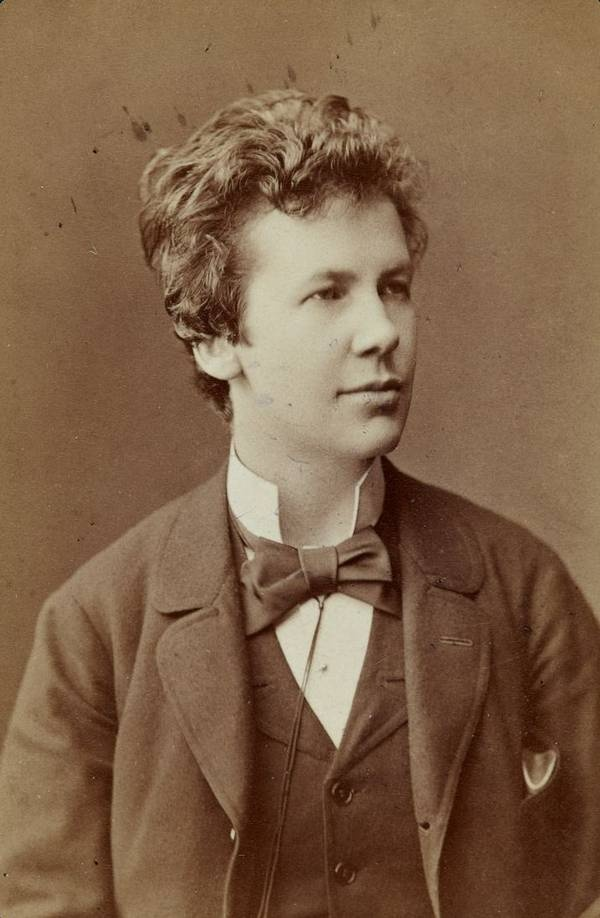
Irma von Troll-Borostyáni.

Irma von Troll-Borostyáni, född 31 mars 1847 i Salzburg, död där 10 februari 1912, var en österrikisk författare och feminist.
Irma von Troll-Borostyáni var en av pionjärerna inom den österrikiska kvinnorörelsen. Hon, var tillsammans med Rosa Mayreder och Grete Meisel-Hess, en av de få kvinnor i dåtidens Wien lyckades skapa en sammanhängande utopisk-feministisk teori. Hon hämtade sin inspiration från upplysningstiden och grundade sin åskådning på förnuft, vetenskap och politiska rättigheter.